# Vámos Jenő
Vámos Jenő, született Wiener Jenő (Miskolc, 1882. június 1. – Budapest, 1950. január 20.) szociológus, állatorvos, állategészségügyi tanácsos.

## Életútja
Wiener Hermann és Klein Mária fia. 1904-ben szerzett oklevelet az állatorvosi főiskolán Budapesten, majd 1920-ban Bécsben általános orvosi diplomát kapott. 1909-ben megalapította az Állatorvosi Közlönyt, amit szerkesztette is, s rendszeresen publikált a Huszadik Században. 1918-ban a Jászi Oszkár által alapított Polgári Radikális Párt tagja volt és ekkor a párt földreform-tervezetét írta. A Tanácsköztársaság bukását követően kivándorolt Bécsbe, ahonnan 1921-ben tért haza. Javarészt agrárszociológiai témakörben írta tanulmányait. Halálát agyvérzés, vesezsugor okozta. 1905. október 22-én Budapesten, a Józsefvárosban házasságot kötött Löwenbein Izsák és Ungerleider Mária lányával, Jolánnal. 1932-ben feleségével együtt áttért a református hitre.

## Fontosabb műve
- Városélelmezés és földreform (Budapest, 1916)